# Robiert Korczocha
Robiert Władimirowicz Korczocha, ros. Роберт Владимирович Корчоха (ur. 2 lutego 1995 w Jarosławiu) – rosyjski hokeista.
Jego brat Erniest (ur. 2000) także został hokeistą.

## Kariera
- Łoko-Junior Jarosław (2013-2014)
  -  Łoko Jarosław (2013)
- Bierkuty Kubani Krasnodar (2014-2015)
- MHK Dinamo Sankt Petersburg (2015/2016)
- Mamonty Jugry Chanty-Mansyjsk (2015-2016)
- Ararat Erywań (2016-2017)
- Nesta Mires Toruń (2017-2018)
- KH Energa Toruń (2018-2019)
- Zagłębie Sosnowiec (2019-2020)
- KH Energa Toruń (2020)
- HK Mariupol (2020-2021)
- KH Energa Toruń (2021-2022)

Wychowanek Łokomotiwa Jarosław w rodzinnym mieście. Występował w juniorskich rozgrywkach MHL-B i MHL do 2016. W sezonie 2016/2017 grał w armeńskiej drużynie Ararat Erywań, występującej w wyższej lidze. Latem 2017 został zawodnikiem polskiego klubu z Torunia (wraz z nim jego rodacy (Siemion Garszyn i Daniił Oriechin). Wraz z zespołem w 2018 awansował z I ligi do Polskiej Hokej Lidze, po czym przedłużył kontrakt. W marcu 2019 Garszyn, Oriechin i Korczocha odeszli z Torunia, po czym w maju zostali zakontraktowani w Zagłębiu Sosnowiec. Na początku stycznia 2020 wszyscy trzej odeszli z Zagłębia. W tym samym miesiącu Korczocha wrócił do Torunia i tam dokończył edycję PHL 2019/2020. W nowym sezonie pod koniec listopada 2020 został zaangażowany przez ukraiński klub HK Mariupol. Od sierpnia 2021 ponownie zawodnik klubu z Torunia. Po sezonie 2021/2022 odszedł z Torunia.

## Sukcesy
Klubowe
- Srebrny medal MHL-B: 2014 z Łoko-Junior Jarosław
- Złoty medal I ligi: 2018 z Nestą Mires Toruń
- Finał Pucharu Polski: 2021 z KH Energa Toruń

Indywidualne
- I liga polska w hokeju na lodzie (2017/2018)[14][15]:
  - Piąte miejsce w klasyfikacji strzelców w sezonie zasadniczym: 29 goli
  - Piąte miejsce w klasyfikacji asystentów w sezonie zasadniczym: 41 asyst
  - Szóste miejsce w klasyfikacji kanadyjskiej w sezonie zasadniczym: 70 punktów
  - Szóste miejsce w klasyfikacji strzelców w fazie-play-off: 6 goli
- Polska Hokej Liga (2018/2019)[16]:
  - Dziesiąte miejsce w klasyfikacji kanadyjskiej w sezonie zasadniczym: 44 punktów